# Трынак
Трынак (болг. Трънак) — село в Болгарии. Находится в Бургасской области, входит в общину Руен. Население составляет 1 261 человек.

## Политическая ситуация
В местном кметстве Трынак, в состав которого входит Трынак, должность кмета (старосты) исполняет Иляз Кямил Халил (Движение за права и свободы (ДПС)) по результатам выборов правления кметства.
Кмет (мэр) общины Руен — Дурхан Мехмед Мустафа (Движение за права и свободы (ДПС)) по результатам выборов в правление общины.